# Акаикэ, Хироцугу
Хироцугу Акаикэ (яп. 赤池弘次, 5 ноября 1927, Фудзиномия, Сидзуока (префектура), Япония — 4 августа 2009, Ибараки, Япония) — японский учёный-статистик. В начале 1970-х годов предложил новый информационный критерий, который теперь называют информационный критерий Акаике. Этот критерий нашел широкое применение во многих областях для оценки моделей.

## Биография
- Родился в 1927 году в семье фермера[2].
- В 1952 году окончил Токийский университет[3], бакалавр наук по математике.
- В 1952—1994 годах работал в Японском институте статистической математики[англ.], в том числе в 1986—1994 годах был директором института.
- В 1961 году получил степень доктора философии в Токийском университете[4].
- С начала 1970-х по середину 1980-х годов разрабатывал программный комплекс TIMSAC[5]. В этот же период разрабатывал модификации информационного критерия Акаике[6].
- Умер в Токио от пневмонии 4 августа 2009 года[2].

## Награды
- Премия Асахи (1988)
- Премия Киото (2006)